# راهبرد تحقیق شبیه‌سازی
راهبرد تحقیق شبیه‌سازی، شامل همانند سازی کنترل شدهٔ شرایط یا رویدادهای زندگی واقعی، برای مطالعهٔ تعامل‌های پویا در محیط آن شرایط یا رویدادهاست. کالین کلیپسون این زمینه‌های همانند سازی شده را دنیای مجازی و محتوای این زمینه‌ها را عناصر ترکیبی می‌نامد. به بیان کلیپسون، فرض فلسفی این رویکرد این است که عناصر ترکیبی جهان مجازی، بازنمایی دقیق زندگی واقعی در تمام اشکال آن است… تجربهٔ این عناصر، به تجربهٔ فردی از زندگی واقعی شباهت دارد.امکانات روزافزون و توانمندی رایانه‌ای همچون نرم‌افزار CAVE، روش‌های جدیدی برای تأیید این مطلب اند.

## بازنمایی در مقابل شبیه‌سازی
شبیه‌سازی نباید با بازنمایی اشتباه شود. از واژهٔ بازنمایی برای معرفی تصاویر ثابت که جایگزین یک موضوع واقعی می‌شوند، استفاده می‌شود، زیرا کیفیت‌های قابل اندازه‌گیری تصویر، می‌توانند مسائل واقعی را تشریح و تبیین کنند. با این تعریف، ترسیم‌های معماری نوعی بازنمایی به حساب می‌آیند. عکس نیز به عنوان منبع تصویری آموزش معماری، گونه‌ای بازنمایی است. مطالعات شبیه‌سازی می‌توانند از بازنمایی‌های ثابتی چون، طراحی، ماکت‌هایی با مقیاس و عکس بهره ببرند. نکتهٔ مهم، تعریف تکرار کنترل شده و کسب داده‌های معین از چنین تکراریست. حتی اگر تمایز میان بازنمایی و شبیه‌سازی از لحاظ نظری روشن باشد، باز هم فناوری رایانه‌ای این تمایز را در عمل مبهم می‌سازد. راندوهای هنری در بهترین حالت، فقط بازنمایی دقیق اند، ولی تصاویر رایانه‌ای شبیه‌سازی به حساب می‌آیند. پویایی این شبیه‌سازی‌ها نیازمند تصاویر با فاصلهٔ زمانی نیست.